# Dordrecht
Dordrecht (uitspraakⓘ) é uma cidade neerlandesa. Foi fundada em 1008 e, com sua população de 118 601 habitantes (30 de novembro de 2009, fonte: CBS), é a quarta cidade da província neerlandesa da Holanda do Sul (neerlandês: Zuid-Holland). Está localizada no lugar onde o rio Merwede bifurca-se em Norte e Velho Maas (Oude Maas).
Dordrecht ocupa toda a Ilha de Dordrecht, formada por rios, lagos e ribeiras. Seus habitantes muitas vezes denominam a cidade com o nome de Dordt.
Arno Brok (do partido VVD) é desde fevereiro de 2010 o prefeito de Dordrecht. Ele sucede a Ronald Bandell (do partido PvdA), que ocupou o posto desde 2000.
O cientista e político Johan de Witt é natural de Dordrecht.

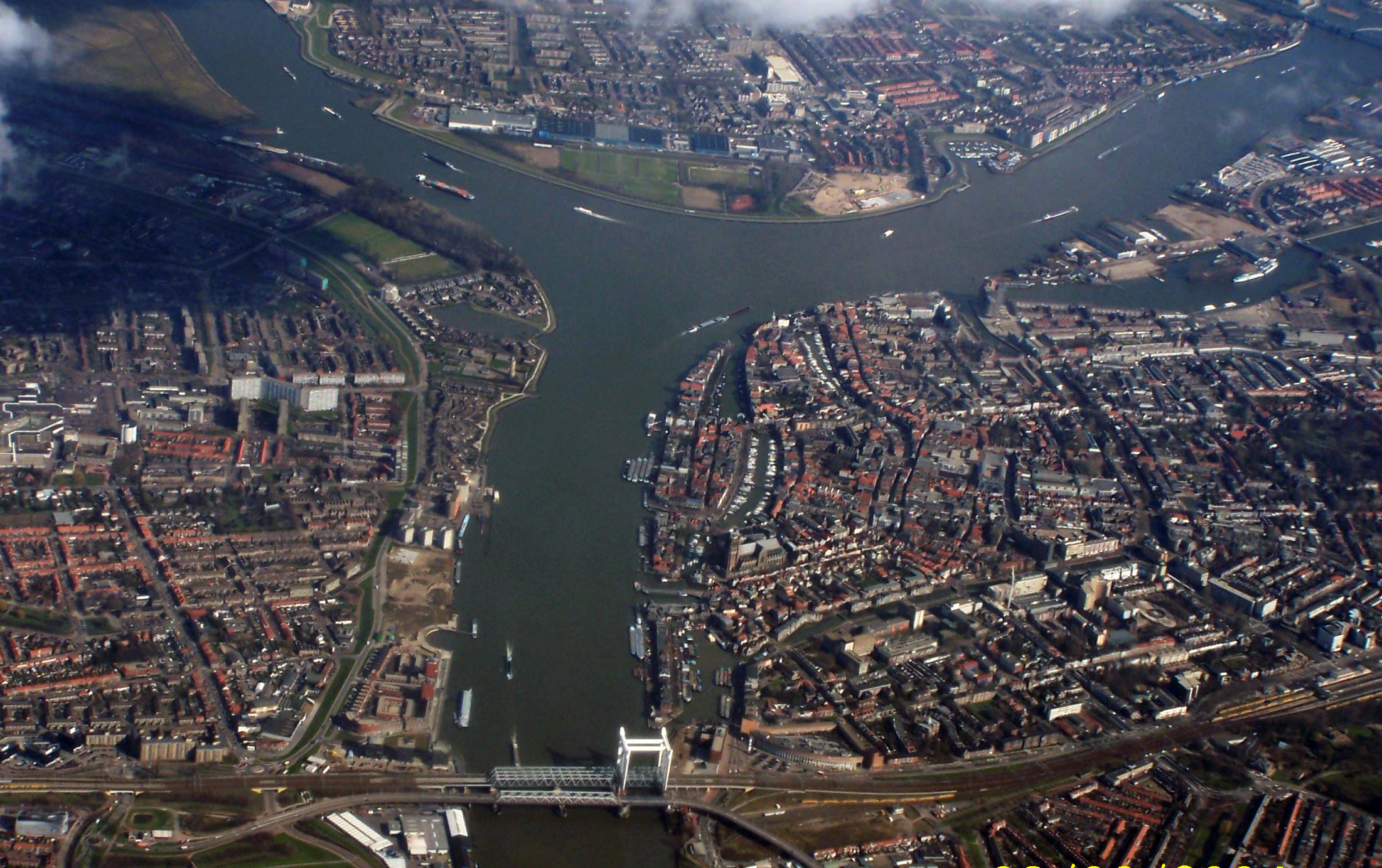
Encontro dos três rios, vista aérea, com Dordrecht à direita. A norte do rio está Papendrecht, a oeste Zwijndrecht.

## História
Dordrecht foi pela primeira vez mencionada em texto do século XII, quando a cidade ainda se chamava Thuredrech, e adquiriu estatuto de cidade em 1220. Em 29 de Junho 1457 a cidade holandesa de Dordrecht é devastada por um incêndio.
Na Idade Média, mais precisamente após 1421, quando Dordrecht foi repentina religada ao mar, graças à inundação de Santa Elisabete, a cidade adquiriu situação estratégica e desenvolveu-se como importante cidade de comércio de víveres (principalmente vinho, madeira e grãos) e chegou a ser uma das seis maiores cidades do então Condado da Holanda. O centro antigo da cidade testemunha ainda hoje aquele rico passado. Como marcas desse período, existem na cidade um grande armazém com o nome de "Bordeaux" (região produtora de vinhos, em França) e a Rua do Vinho.
Além disso, encontra-se em Dordrecht o liceu clássico mais antigo dos Países-Baixos, estabelecido em 1253 e denominado atualmente Johan de Witt-gymanasium.
Em 14 de fevereiro de 1489, dois tratados de aliança política foram assinados em Dordrecht, contra o rei da França, no contexto da Guerro Franco-Bretão (1489–1491): um entre o Reino Unido e a Áustria, e o outro entre a Áustria e a Espanha.
Em 1619, realizou-se na cidade um importante sínodo reformado, com os representantes de numerosas igrejas europeias, que teve como objetivo a condenação do arminianismo (Canons de Dordrecht) e afirmou a doutrina do supralapsarianismo (na ordem dos decretos divinos, o da predestinação precede a permissão para a queda de Adão, e não é dele consequência, o que "excluía toda participação do homem na obra da salvação", que não é concedida em razão de seu pecado. A "Confessio Belgica" e o Catecismo de Heidelberg foram adotados como fundamentos da fé reformada. Os opositores a essa posição fundaram então as comunidades dos "protestantes", igrejas reformadas liberais que existem ainda hoje na Holanda. Esse conflito teológico deve também ser entendido no contexto das disputas políticas e sociais entre os "orangistas" e a burguesia republicana da época.

## Personalidades
- Nicolaas Bloembergen (1920), Prémio Nobel de Física de 1981